# あばよ (研ナオコの曲)
「あばよ」は、1976年9月25日に研ナオコが発売した12枚目のシングルである。
オリジナル7インチシングル盤規格品番：C-22。

## 概要
前作から3ヶ月ぶりのシングルで、アルバム『泣き笑い』よりシングルカットしたものである。研自身オリコンで唯一の1位を獲得、研の最大のヒット曲となった。第18回日本レコード大賞歌唱賞、日本歌謡大賞放送音楽賞、FNS歌謡祭最優秀歌謡音楽賞を受賞している（但し『NHK紅白歌合戦』では一度も披露しておらず、研自身初出場だった1976年『第27回NHK紅白歌合戦』では「LA-LA-LA」を歌唱）。
中島は1979年のアルバム『おかえりなさい』で両曲をセルフカバーした。

## 「あばよ」制作までの経緯
研が当時出演した『ミノルタカメラ』（現：コニカミノルタ）のCMで、共演した愛川欽也がカメラで研を写そうとするが「美人しか撮らない」と言いながらカメラを研から逸らすというシーンで一躍有名になった研を見て中島が「あれだけ人を笑わせることができるんだから、泣かせることもできるんじゃないか」と思ったという。また研も、中島の曲「アザミ嬢のララバイ」を航空機の音楽サービスで聴いて感銘を受けたことから、曲提供を依頼したということもあった。
1980年1月3日放送のラジオ番組『みゆきと飛んで60分』（HBC）の中で、中島みゆき本人は「あばよ」について、パーソナリティの田中徳志郎（当時HBCアナウンサー）から、「研ナオコさんとかなり綿密なディスカッションというのはあったんですか? 曲を作るときに」聞かれ、中島は「いいえ。お会いしてませんでした。これ、彼女用の曲でないもん」と答えている。続けて、「誰用の曲だったわけですか?」と訊かれ「わたし用」と答え、「それを研ナオコサイドの方から “歌わしてくんないか?” という話があったわけですか?」と聞かれ、「うん。“なんかない?” ってことでね」と答えている。

## 収録曲
（全作詞・作曲：中島みゆき、編曲：クニ河内）
1. あばよ
2. 強がりはよせよ

## カバー
あばよ
- ちあきなおみ（1977年、アルバム『ルージュ』収録）
- 中島みゆき（1979年、アルバム『おかえりなさい』収録／セルフカバー）
- キム・ヨンジャ（2010年、オムニバスアルバム『エンカのチカラ 芳醇 -ワンダフル・ポップス-』収録）
- 徳永英明（2010年、アルバム『VOCALIST 4』収録）
- 宮本浩次（2020年、カバーアルバム『ROMANCE』初回限定盤ボーナスCDに収録、2022年、カバーアルバム「秋の日に」収録。）

強がりはよせよ
- 中島みゆき（1979年、アルバム『おかえりなさい』収録／セルフカバー）
  - 前述にある通り、タイトルは「強がりはよせヨ」となっている。